# Aristolochia coryi
Aristolochia coryi är en piprankeväxtart som beskrevs av Ivan Murray Johnston. Aristolochia coryi ingår i släktet piprankor, och familjen piprankeväxter. Inga underarter finns listade i Catalogue of Life.